# Пекары (Краковский повет)

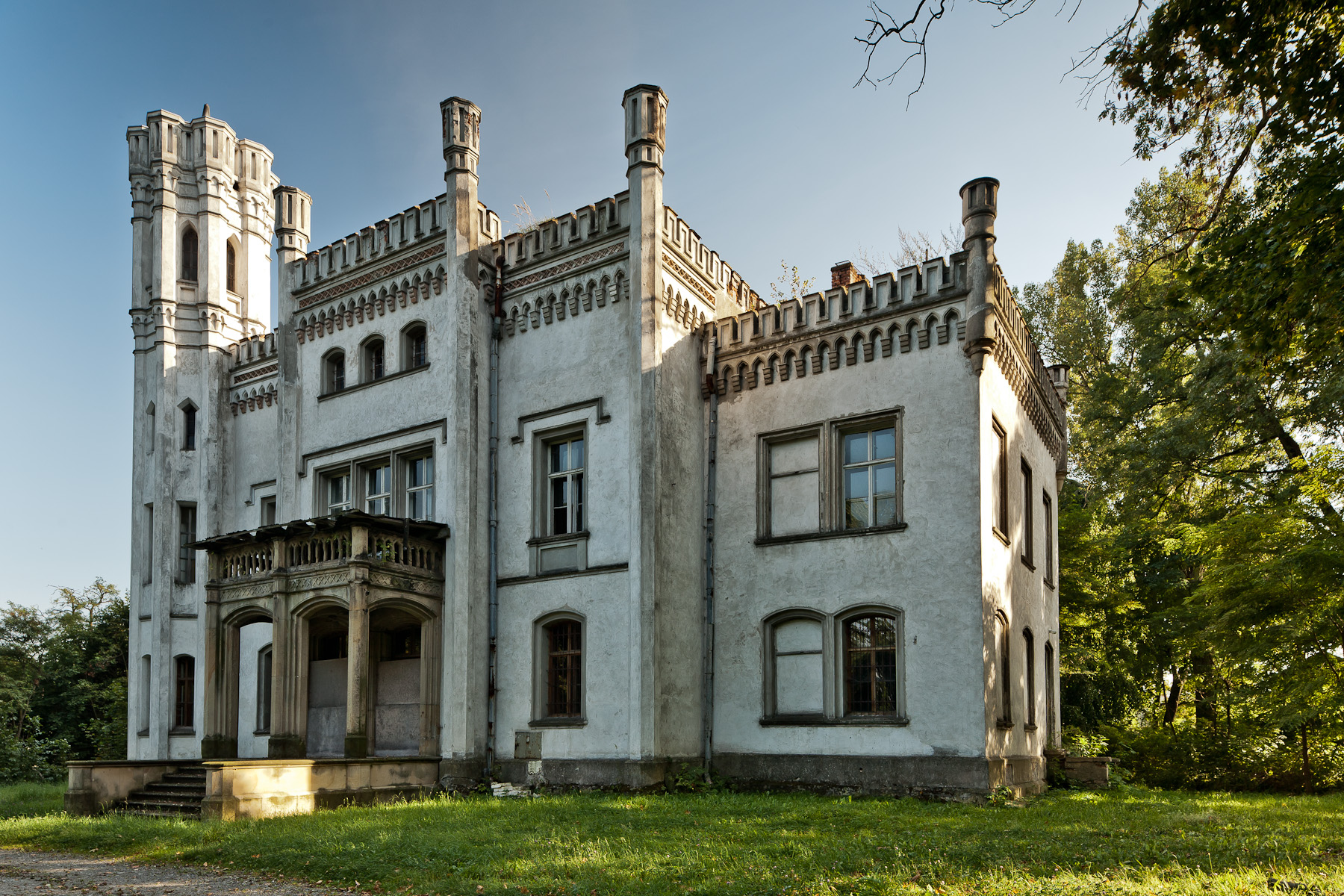
Пекарский дворец, Пекары

Пека́ры (пол. Piekary) — село в Польше в сельской гмине Лишки Краковского повета Малопольского воеводства.

## География
Село располагается в 3 км от административного центра гмины села Лишки и в 13 км от административного центра воеводства города Краков.

## История
В 1881 году в пекарских скалах Строжница, Окрагляка и Галоский, которые находятся в окрестностях села, были обнаружены палеолитические стоянки неандертальцев, датируемые 120, 55 и 30 тысяч лет. Эти стоянки носят наименование «Пещера Окронжка», «Стоянка в пещере Яма» и «Пещера Голембца».
В 1975—1998 годах село входило в состав Краковского воеводства.

## Население
По состоянию на 2013 год в селе проживало 1630 человек.
| 2010 | 2013 |
| ---- | ---- |
| 1735 | 1630 |

| Перепись  | Всего   | Всего | Женщины | Женщины | Мужчины | Мужчины |
| --------- | ------- | ----- | ------- | ------- | ------- | ------- |
| Единицы   | человек | %     | человек | %       | человек | %       |
| Население | 1630    | 100   | 823     |         | 807     |         |

## Достопримечательности
- Пекарский дворец, построенный в XIX веке — охраняемый памятник Малопольского воеводства[4].